# Verí

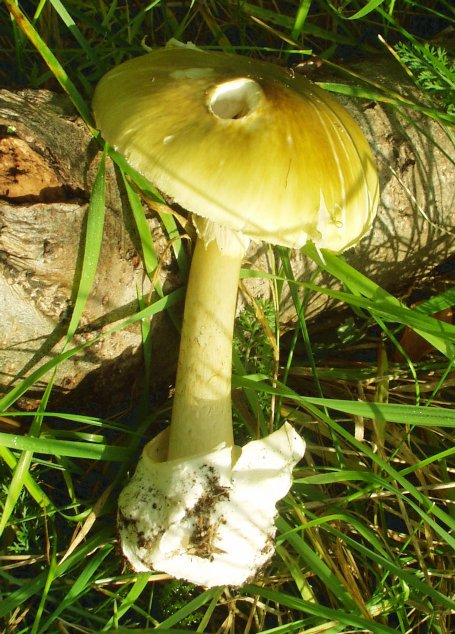
Amanita phalloides, un dels bolets més tòxics.

Símbol estandarditzat per a les substàncies tòxiques a la UE esmentat a la Directiva 67/548/EEC.

Un verí, tòxic, substància tòxica o metzina és un producte químic, o una mescla de substàncies, ja sigui sòlid, líquid o gasós, capaç de produir una intoxicació que altera les funcions normals de l'organisme quan entra en contacte amb ell, i que pot arribar a provocar lesions o fins i tot la mort.
Els verins són substàncies que bloquegen o inhibeixen una reacció química, unint-se a un catalitzador o enzim més fortament que el reactiu normal. Aquesta definició descarta fenòmens físics com la calor, la radiació, la pressió que també poden provocar lesions en els organismes.
Segons Paracels: Alle Dinge sind ein Gift und nichts ist ohne Gift. Allein die Dosis macht, daß ein Ding kein Gift ist. ("Tot és verí, res és sense verí. Només la dosi fa el verí").
Segons l'observació de Paracels, totes les substàncies són tòxiques a dosis altes, com l'aigua, l'oxigen i les vitamines. Els verins són substàncies nocives a dosis o concentracions relativament baixes.
La diferència entre un verí i un fàrmac és la dosi administrada o acumulada en el cos, però generalment un verí és mortal a una petita dosi determinada i sense cap funció terapèutica.
La ciència que estudia els verins i les substàncies tòxiques és la toxicologia.

## Terminologia
El terme "verí", en llengua catalana, es refereix, amb més propietat, a la substància tòxica d'origen animal o secretada per un animal i es correspondria amb el terme anglès: venom.
El terme "verí" s'utilitza sovint col·loquialment per descriure qualsevol substància nociva, en particular substàncies corrosives, carcinògens, mutàgens, teratògens i contaminants nocius, i per descriure la perillositat dels productes químics.
"Metzina" s'empra majoritàriament per a les substàncies tòxiques d'origen vegetal.
El terme tòxic fa referència als elements o compostos químics que, en quantitats determinades, provoquen la mort o la malaltia causada per lesions orgàniques. S'aplica també a les substàncies verinoses o metzinoses.
Cal dir que, vulgarment i popularment, el terme "verí" s'usa indiferentment per a totes les substàncies tòxiques ja sigui el seu origen natural (mineral, vegetal, animal) o sintètic.

## Verins
Els verins, pel seu origen, poden ser:

### Minerals
Minerals: l'arsènic, el mercuri.

### Vegetals
Aricle principal: Planta tòxica
Plantes que contenen substàncies tòxiques que són verins a determinades concentracions, com la cicuta. Són espècies de plantes que contenen en una part, o en tots els seus òrgans, substàncies tòxiques que afecten els humans o els animals domèstics. Les substàncies tòxiques que contenen les plantes i altres vegetals són generalment compostos orgànics i més rarament minerals. La toxicitat es manifesta gairebé sempre per la ingestió dels òrgans tòxics de les plantes, però sovint també pot esdevenir pel simple contacte.

### Fongs
Entre les espècies de bolets que creixen a Catalunya n’hi ha de tòxiques. Gairebé totes les intoxicacions mortals són per la ingestió de la farinera borda o cogoma borda (Amanita phalloides), altament tòxic i força freqüent als boscos. També n'hi ha d'altres com el reig bord, el pixacà i la gírgola d'olivera.
Les micotoxines són les toxines produïdes per alguns fongs i també es poden produir durant la collita, l'emmagatzematge i la distribució alimentària. Les espècies de fongs toxicogènics més importants pertanyen als gèneres: Aspergillus, Penicillium i Fusarium.

### Animals
Els verins animals són toxines produïdes pels animals, és a dir, verins que són sintetitzats o retinguts (acumulats d'altre origen) pels animals. Els animals poden utilitzar el seu verí per dominar o estabornir les preses o per defensar-se contra microorganismes, paràsits o depredadors, com el verí de les serps o el de les abelles. Als Països Catalans hi ha un bon nombre d'animals considerats verinosos.

#### Invertebrats
Els artròpodes verinosos inclouen les aranyes i els centcames, que utilitzen quelícers i potes modificades per administrar el verí. Els escorpins i els insectes urticants injecten el verí amb una fiblada. En les abelles i les vespes, l'agulló és un ovipositor modificat. En alguns polistes la femella allibera contínuament un verí que conté una feromona sexual que provoca el comportament copulatori en els mascles. En algunes espècies de vespes el verí actua per tot el cos com a protecció antimicrobiana. Moltes erugues tenen glàndules verinoses defensives amb pèls urticants. Normalment són simplement irritants, però els de l'arna Lonomia (Satúrnids) poden resultar fatals per als humans.
Les abelles sintetitzen i utilitzen un verí àcid (apitoxina) per defensar els seus ruscs i reserves d'aliment, mentre que les vespes utilitzen un verí químicament diferent per paralitzar les preses, com les vespes rerrissaires, i fer que romanguin vives per proveir les cambres d'aliment de les seves larves. També hi ha insectes, com ara les xinxes i moltes formigues, que produeixen verí.
La medusa Malo kingi (cubozous), de la mida d'una ungla, posseeix un dels verins més perillosos, causant la síndrome d'Irukandji: dolor intens, vòmits i augment ràpid de la pressió arterial. Hi ha invertebrats verinosos en diversos fílums: meduses, sifonòfors i anemones de mar entre els cnidaris, eriçons de mar, cargols i cefalòpodes, inclosos els pops.

#### Vertebrats
Un 200 peixos cartilaginosos, incloent-hi rajades, taurons i quimeres i també els peixos gat (unes 1000 espècies verinoses) i 11 clades de peixos amb raigs espinosos que inclouen els peixos escorpí de diverses espècies, peixos pedra (més de 80 espècies), escorpeniformes, blènnids, sigànids, acantúrids,  peixos gripau, peixos coral·lins entre d'altres.
Hi ha salamandres que poden mostrar externament unes costelles esmolades de punta verinosa. Dues espècies de granotes del Brasil tenen petites espines al voltant del crani que contenen verí.
El verí de les serps (unes 450 espècies verinoses) procedeix de les glàndules mandibulars i s'injecta a les preses a través de ullals. Els verins de serp contenen una varietat de toxines peptídiques, incloent-hi proteases i també neurotoxines, que bloquegen el sistema nerviós. El verí de serp causa símptomes com dolor, inflor, necrosi tissular, baixa pressió arterial, convulsions, hemorràgies, paràlisi respiratòria, insuficiència renal i el coma i la mort (depenent de l'espècie) . Altres rèptils com el llangardaix mexicà, el monstre de Gila i alguns varans, inclòs el dragó de Komodo són verinosos, amb verins molt semblants als de les serps. Hi ha llangardaixos que tenen una glàndula verinosa.

##### Mamífers
Article principal: Mamífer verinós
Algunes espècies de mamífers vius són verinosos, com ara els solenodonts, les musaranyes, el talp europeu, els ratpenats vampirs, els ornitorrincs mascles i els loris lents. Les musaranyes tenen saliva verinosa i probablement van evolucionar el seu torn de manera similar a les serps. La presència d'esperons tarsals similars als de l'ornitorinc en molts grups de Mammaliaformes no terians suggereix que el verí era una característica ancestral entre els mamífers.

### Sintètics
Sintètics: substàncies sintetitzades o preparades per l'home en la indústria química.

## Altres categories i classificacions
Categories principals de verins:
- verins químics (arsènic, cianur, fenol, sarí, fosgen)
- verins biològics (batracotoxina, curare, toxina botulínica, muscarina, ricina, tetrodontoxina)
- verins físics (radionúclids: radiacions alfa, beta i gamma)

Els veris poden romandre en diferents estats físics: gasós, líquid o sòlid i poden actuar per contacte (absorció cutània), per inhalació, per ingesta o per injecció. Hi ha verins naturals ( gasos, minerals, alcaloides, verins,  etc. ) i verins fabricats o produïts per l'home.
També poden classificar-se com a toxines pels seus efectes:  
- toxines lesionals (paraquat, colquicina)[21]
- toxines funcionals (antiarrítmics, antidepressius, barbitúrics, carbamats, cloroquina, teofil·lina)

## Etimologia
Del llatí vulgar: venīn, del clàssic: venēnum ‎(«beuratge, metzina»), segle XIII.

## Història
Article principal: Història del verí
La història del verí s'estén des d'abans del 4500 aC fins avui dia. Els verins han estat emprats per a molts propòsits al llarg de l'existència humana, com a arma, com a antiveríns i com a medicaments. El verí ha permès grans avenços en branques de la medicina, com la toxicologia i de la tecnologia, entre d'altres.

## Enverinaments: històries i llegendes

### Cicuta
La cicuta és una planta tòxica que fou la base del beuratge que provocà la mort de Sòcrates. Els seus amics van intentar convèncer-lo perquè fugís de la cel·la on estava empresonat després del judici, però ell no ho acceptà, per coherència amb ell mateix. Arribat el moment, Sòcrates beu la cicuta, que li provoca la mort, als 70 anys.

### Sang de brau
Hi hagué la creència, infundada, que la sang dels toros braus era un verí. A la Grècia clásica, hi hagué la creença que la sang dels bous era un verí mortal fonamentada en un relat on Eson ( a Tesàlia), es suïcidà bevent la sang d'un bou.Herodot escriu que el faraó Psamètic III (526-525 a.C.) va ser obligat a beure sang de bou fins a la mort.Temístocles (525-460 a.C.) se suïcidà, segons la llegenda, bevent la sang d'un bou

### Mort de Cleòpatra
Els plans d'Octavi implicaven agafar la reina com a presonera i portar-la a Roma per, així, demostrar la seva superioritat i la seva victòria, però no va ser possible perquè, veient el seu futur com a esclava tal vegada en el seu propi país on havia sigut sobirana, Cleòpatra va triar morir i va prendre la decisió de suïcidar-se. Va demanar a les seves criades Ires i Charmion que li portessin una cistella amb fruites i que fiquessin dins una cobra egípcia, el famós àspid responsable de la seva mort. Abans de morir va escriure una missiva a Octavi on li comunicava el seu desig de ser soterrada juntament amb Marc Antoni. Això succeïa el 12 d'agost de l'any 30 aC. Un altre relat parla d'un cistell amb flors o una agulla emmetzinada.

### Locusta l’enverinadora
Locusta, o també Lucusta (en llatí Locusta, que vol dir llagosta), va ser una fetillera nascuda a la Gàl·lia el segle I dC. Va ser famosa pels seus coneixements sobre els verins.

### Verins i metzines a Catalunya
- Un verí molt habitual es preparava a partir de l'anomenada “herba de ballester”. Per a caçar, o en la guerra, els ballesters untaven la punta de les tretes amb el preparat indicat i així multiplicaven els efectes de la ferida.[34][35] També era efectiva per via oral i fou els sistema emprat per una dona de Lleida per a assassinar el seu marit.[36]
- Segons una creença popular el príncep Carles de Viana fou emmetzinat. Una llegenda de Gavà atribueix la preparació de la metzina a un jueu que vivia prop del castell d'Eramprunyà.[37][38][39]
- L'escurço, el seu verí i un remei tradicional - l'herba escurçonera - es relacionen amb Catalunya.[40]
- Lluís de Lassaletta i Delclós. Aquest explorador d'Àfrica, va morir d'una mossegada de serp al coll.[41][42] Vegeu Escurçó del Gabon.[43]

### Fletxes amb verí dels indis americans
Les primeres cròniques de la conquesta d’Amèrica parlen sovint de les fletxes emmetzinades dels indis.

### Fugu
El peix globus japonès, malgrat la seva gran toxicitat, és una menja preuada i exòtica.

### Ricí
Hi ha un parell d'exemples, relativament recents, d'assassinats per injecció d'oli de ricí.Una de les víctimes fou Gorgi Markov.

### Poloni
El 2006 adquirí certa notorietat arran de l'emmetzinament de l'espia rus Aleksandr Litvinenko (1962–2006) a Londres el 23 de novembre de 2006, presumiblement per part dels serveis secrets de Rússia. La mort de Litvinenko provocà la sospita que la mateixa substància també s'hauria pogut utilitzar abans amb fins similars. Així, el setembre del 2004, a Sant Petersburg, morí Roman Tsepov, conseller delegat d’una empresa de seguretat privada. Emmalaltí després d'un viatge de negocis a Moscou i en tres setmanes morí amb símptomes similars als d’una malaltia per radiació, com demostrà l'autòpsia. Després de l'accident de Litvinenko, la mort de Tsepov també es fou atribuïda a la presència de poloni. Se sospita que Letxi Islàmov, conegut com a "Barba", comandant de camp txetxè morí a un hospital de la presó de Volgograd el 21 d'abril de 2004, també fou enverinat per poloni, sent transportat a una presó de màxima seguretat a Mordovia. Condemnat per segrest de policies, fou hospitalitzat en estat crític directament des del vagó de trànsit en un dels hospitals de la presó de Volgograd. Començà a perdre els cabells i les ungles i la pell estava coberta de butllofes. Els símptomes eren totalment idèntics als de Yuri Shchekochikhin, el diputat de la Duma estatal que morí el 3 de juliol de 2003.
També Iàssir Arafat, líder polític palestí, probablement també fou enverinat pel poloni. El 2012, els investigadors suïssos de l’Institut de Radiofísica (IRA) de Lausana trobaren en algunes de les seves coses personals (el raspall de dents, la roba, etc.) una mica de poloni 210, no gaire, però superior al valor de fons. La sospita era tan greu que el novembre del 2012 s'obrí la tomba d'Arafat i es prengueren mostres de les seves restes per examinar-les. L'octubre de 2013, els experts suïssos provaren la presència de substàncies radioactives a les mostres. La investigació demostrà que el fons de poloni a la costella d’Arafat era de fins a 900 μBq, molt superior al que s’esperava, però la major part està en equilibri amb el seu predecessor a la cadena radioactiva plom 210. Aquest fet indica la possibilitat que el poloni pogués ser d'origen natural i que mai no fos present al cos d'Arafat en quantitats suficients per a la intoxicació.